# Bäriswil
Bäriswil est une commune suisse du canton de Berne, située dans l'arrondissement administratif de Berne-Mittelland.

## Toponymie
La plus ancienne occurrence du toponyme, Perolteswilare, date de 855 ou 861. Il connaît par la suite plusieurs variations : Bereswilen (1229), Berolswile (1310), Beriswil (1389) et Bäriswyl (1479).
Le préfixe est dérivé du nom d'une personne en vieux haut allemand (Perolt), tandis que le suffixe -wile (cf. latin villa) désigne une ferme ou un domaine.
Bäriswil signifie donc la ferme de Perolt.

## Héraldique
Palé d'argent et de gueules, à l'ours rampant de sable, lampassé et vilené de gueules (trad.).
Les armoiries ont été adoptées par l'Assemblée communale (Gemeindeversammlung) le 25 avril 1926. L'ours qui y est représenté constitue une réinterprétation étymologique populaire du nom de la commune, qui possède ainsi des armes parlantes.

## Géographie

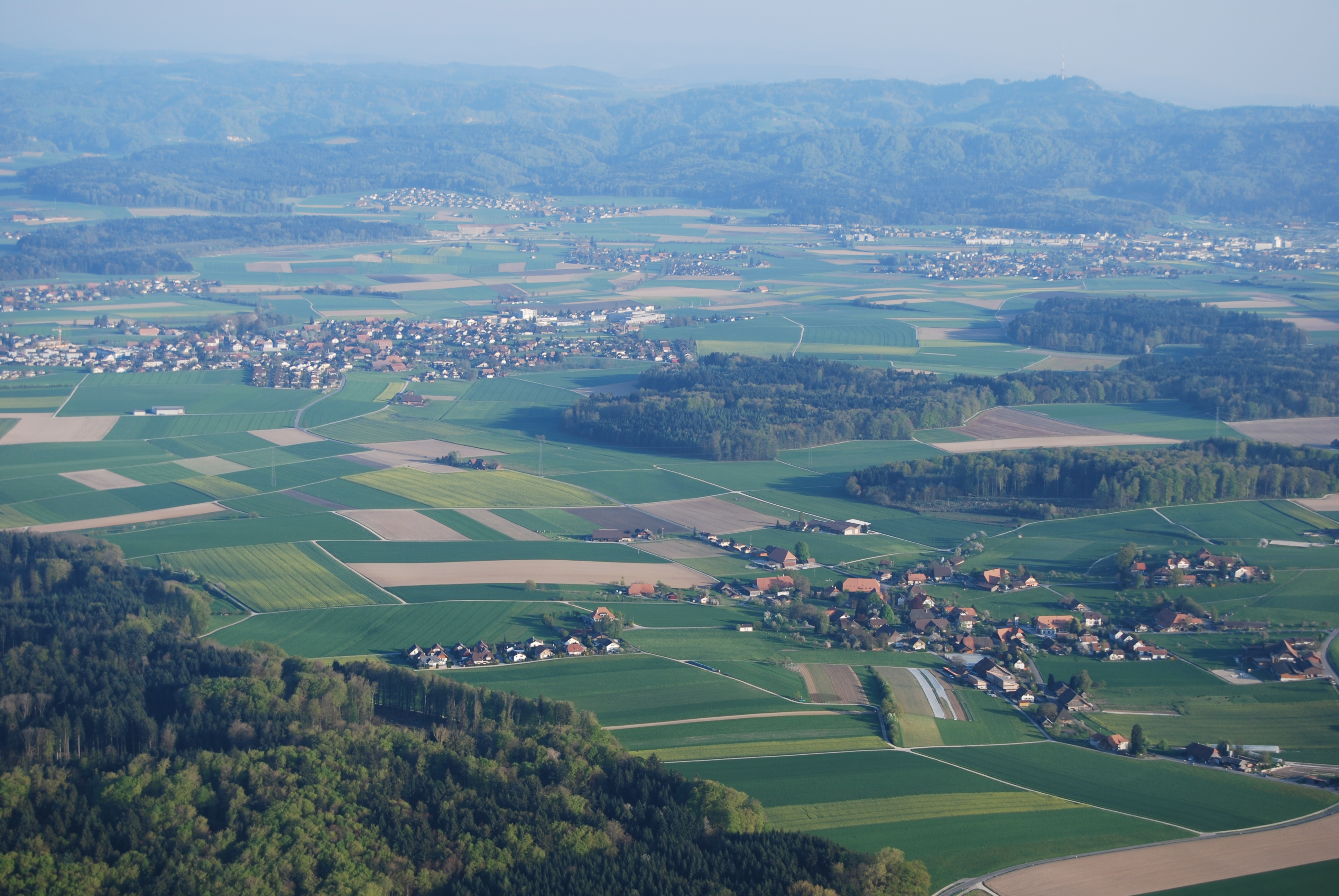
Vue aérienne des environs de Bäriswil. Le village est dans l'arrière-plan, au centre à gauche

Vue aérienne de Walter Mittelholzer (1925)

Bäriswil se trouve à 10 km à vol d'oiseau au nord-est de la ville de Berne, sur le Plateau suisse, à 546 m d'altitude.
Le territoire de la commune s'étend sur 2,8 km2 dans une petite vallée, qui s'élève légèrement sur son flanc sud-est lorsqu'il rejoint la vaste vallée de l'Urtenen (un affluent de l'Emme) au pied nord des collines de la forêt du Grauholz. Sa partie centrale a été gagnée sur une ancienne cuvette marécageuse, bordée par les collines boisées de Röduberg, de Mattstettenberg et du Gibel (624 m). L'étang du Bermoos témoigne des anciens marécages. Au sud, le territoire communal couvre la zone boisée du Wannetälchen et du Längenberg, dont la pente ouest constitue le point culminant de Bäriswil. à 705 m d'altitude.
En 2009, la commune comptait 45,8 % de surfaces agricoles, 41,5 % de surfaces boisées, 11,9 % de surfaces d'habitat et d'infrastructures et 0,7 % de surfaces improductives.
Le quartier de Rüti (580 m), situé sur la pente nord du Gibel, et quelques fermes isolées font également partie du territoire communal.
Les communes limitrophes sont Hindelbank, Krauchthal et Mattstetten.

## Démographie
Bäriswil compte 1 065 habitants (état le 31 décembre 2020), ce qui la classe parmi les communes peu peuplées du canton de Berne.
Au cours de la première moitié du XXe s., la population a toujours oscillé entre 460 et 500 personnes. À partir de 1970, on observe une forte hausse. La population a ainsi plus que doublé entre 1970 et 2000, avant de se stabiliser.
En 2018, la commune recensait 7,2 % d'étrangers.
En 2000, 97 % de la population indiquait l'allemand comme langue principale, 1 % le français et 0,7 % le néerlandais.
En 2018, 2,4 % des résidents bénéficiaient de l'aide sociale.

## Politique
Bäriswil est gouvernée par une Assemblée communale (Gemeindeversammlung) et un Conseil communal (Gemeinderat) de 5 membres.
Lors de l'élection de 2019 au Conseil national, l'UDC a obtenu 35,6 % des voix, le PS 13,4 %, le PBD 13 %, les Vert'libéraux 11,5 %, les Verts 9,8 %, le PLR (et apparentés) 6,8 %, le PEV 2 %, l'UDF 2 % et le PDC 1,6 %,.

## Économie
Jusque dans la seconde moitié du XXe siècle, Bäriswil était un village largement agricole. Au XVIIIe s., la commune comptait cependant de nombreux artisans qui fabriquaient notamment des poêles, de la poterie, de la céramique, des tables, des sculptures, du verre taillé et des meules.
Aujourd'hui (état le 31 décembre 2017) la commune compte 168 emplois : 8,3 % de la population active travaille encore dans le secteur primaire (cultures, production laitière, élevage et sylviculture), 14,9 % des actifs travaillent dans le secteur secondaire, tandis que le secteur tertiaire (services) rassemble 76,8 % de la main-d’œuvre. Bäriswil compte des entreprises dans le domaine de la construction et des transports, de l'informatique, des télécommunications, des menuiseries et une imprimerie.
Ces dernières décennies, le village est devenu une commune résidentielle. De nombreux résidents actifs sont des pendulaires qui travaillent principalement dans la région de Berthoud et dans l'agglomération de Berne.

## Transports
Bäriswil est bien relié au système de transports. Elle se situe à quelques centaines de mètres de l'ancienne route de transit entre Berne et Berthoud. La sortie la plus proche de l'autoroute A1 (Berne-Zurich) se trouve à environ 3 km du centre du village.
La ligne de bus 38 relie la gare RBS d'Urtenen-Schönbühl à Bäriswil toutes les demi-heures.

## Histoire
Des fouilles menées dans un tumulus celtique du bois de Kriegsholz, datant de la fin premier âge du fer (750 à 480 av. J.-C.) montrent que le territoire de la commune a été habité tôt dans l'histoire.
Depuis le Moyen Âge, Bäriswil formait une petite seigneurie, qui fut possédée successivement par plusieurs familles bernoises. Au début du XVe s., le village passa sous la suzeraineté de la ville de Berne et dépendit de la juridiction de Zollikofen. En 1720, la seigneurie fut acquise par Jérôme d'Erlach et réunie à celle de Hindelbank. Après la chute de l'Ancien Régime (1798), Bäriswil dépendit du district de Berthoud pendant la République helvétique, puis du bailliage de Berthoud à partir de 1803 (date de l'Acte de Médiation), lequel devint un district administratif avec la nouvelle constitution de 1831.
La production de poteries s'est développée à partir de 1758 dans le village. La céramique de Bäriswil (de) atteint son apogée des points de vue stylistique et artistique entre 1780 et 1820. Jusque dans les années 1870, elle était l'apanage de trois familles, les Kräuchi, les Kläyi et les Witschi. Bäriswil était connu loin à la ronde à l'époque pour ses céramiques. Le seul témoignage qu'il reste en surface de cette production est le bâtiment de la Rohrenhütte, propriété de la famille Witschi remontant à 1818 et reconstruite en 1893-94 après un incendie.

## Patrimoine
Voir Liste des constructions présentant un intérêt historique ou architectural à Bäriswil (de).